# Declana glacialis
Declana glacialis är en fjärilsart som beskrevs av Hudson 1903. Declana glacialis ingår i släktet Declana och familjen mätare. Inga underarter finns listade i Catalogue of Life.